# Buntbärtlinge
Die Buntbärtlinge (Capito) sind eine Gattung aus der Familie der Amerikanischen Bartvögel. Die Vertreter der Gattung bewohnen feuchte tropische und subtropische Wälder Südamerikas. Nur eine Art, der Tropfenbartvogel, kommt auch in Zentralamerika vor. Die meisten der zehn Arten werden von der IUCN als nicht gefährdet (least concern) eingestuft. Der Weißmantel-Bartvogel ist auf ein sehr kleines und mittlerweile stark fragmentiertes Gebiet im Nordwesten Südamerikas beschränkt. Wegen seines Habitatverlustes führt ihn die IUCN als stark gefährdet (endangered). Der Bestand wird auf weniger als 10.000 Individuen geschätzt. Den Fünffarben-Bartvogel stuft die IUCN als gefährdet (vulnerable) ein, da aufgrund von Abholzungen sein Lebensraum zunehmend kleiner wird. Der erst im Jahr 1996 entdeckte Loreto-Bartvogel wird wegen seines winzigen Verbreitungsgebietes ebenfalls als gefährdet eingestuft.

## Erscheinungsbild
Buntbärtlinge erreichen eine Körpergröße von bis zu 20 Zentimetern. Sie sind insgesamt etwas größer als die Zwergbuntbärtlinge, mit denen sie gemeinsam die Familie der Amerikanischen Bartvögel bilden. Es sind kleine, kräftig gebaute Vögel mit einem im Verhältnis zur Körpergröße großen und kräftigen Kopf. Der Schnabel, der gewöhnlich 2,0 bis 2,5 Zentimeter lang ist, ist kräftig und läuft spitz aus. Bei den meisten Buntbärtlingen herrschen die Gefiederfarben Schwarz, Rot, Orange, Gelb und Weiß vor. Beim Olivrücken-Bartvogel dominieren dagegen – abgesehen vom leuchtend roten Oberkopf und der kräftig orange gefärbten Brust und Kehle – grünliche Olivtöne. Bei den anderen Arten ist die Körperoberseite der Männchen schwarz. Es besteht ein Sexualdimorphismus, der aber je nach Art unterschiedlich stark ausgeprägt ist.

## Lebensweise
Buntbärtlinge werden gewöhnlich einzeln oder paarweise beobachtet. Sie schließen sich gelegentlich aber auch Trupps bestehend aus anderen Vogelarten an. Sie sind überwiegend Früchtefresser, nehmen daneben aber auch Insekten zu sich. Die Fortpflanzungsbiologie der meisten Arten ist bis jetzt nur unzureichend untersucht. Zu den besser untersuchten Vögeln zählt der Tupfenbartvogel, der in Südamerika ein stellenweise häufiger Vogel ist.

## Arten
Die folgenden elf Arten gehören zur Gattung der Buntbärtlinge:
- Orange-Tupfenbartvogel (Capito auratus). Galt lange Zeit als Unterart des Tupfenbartvogels. Erst seit 2005 wird er allgemein als eigenständige Art anerkannt.[3][4]
- Olivrücken-Bartvogel oder Trauerbartvogel (Capito aurovirens)
- Zimtbrust-Bartvogel (Capito brunneipectus)
- Kehlbinden-Bartvogel (Capito dayi)
- Sirabartvogel (Capito fitzpatricki) wurde erst 2009 entdeckt und 2012 als neue Art beschrieben.
- Weißmantel-Bartvogel (Capito hypoleucus)
- Tropfenbartvogel (Capito maculicoronatus)
- Tupfenbartvogel (Capito niger)
- Fünffarben-Bartvogel (Capito quinticolor)
- Weißnacken-Bartvogel (Capito squamatus)
- Loreto-Bartvogel (Capito wallacei)

## Belege